# Phytala rezia
Phytala rezia är en fjärilsart som beskrevs av Smith och Kirby 1893. Phytala rezia ingår i släktet Phytala och familjen juvelvingar. Inga underarter finns listade i Catalogue of Life.